# Accessibilità (design)
L'accessibilità è la caratteristica di un dispositivo, di un servizio, di una risorsa o di un ambiente d'essere fruibile con facilità da una qualsiasi tipologia d'utente. Il concetto di design accessibile e la pratica dello sviluppo accessibile garantiscono sia l'"accesso diretto" (cioè senza assistenza) sia l'"accesso indiretto", cioè la compatibilità con le tecnologie assistive di una persona (per esempio, gli screen reader del computer).
Il termine è comunemente associato alla possibilità anche per persone con ridotta o impedita capacità sensoriale, motoria o psichica, ossia affette da disabilità sia temporanea che stabile, di accedere e muoversi autonomamente in ambienti fisici (per cui si parla di accessibilità fisica), di fruire e accedere autonomamente a contenuti culturali (nel qual caso si parla di accessibilità culturale) o di fruire dei sistemi informatici e delle risorse a disposizione tipicamente attraverso l'uso di tecnologie assistive o tramite il rispetto di requisiti di accessibilità dei prodotti.
Il termine ha trovato largo uso anche nel Web col medesimo significato. In questo contesto, le soluzioni di accessibilità sono sviluppate al fine di favorire la riduzione o la eliminazione del cosiddetto Web Accessibility Divide, ovvero il divario tra coloro che possono accedere in maniera autonoma alle risorse web e coloro che non possono (in particolare le persone con disabilità visiva).

## L'accessibilità nelle tecnologie e nel Web
Una risorsa accessibile facilita l'accesso alla più grande fascia di individui, indipendentemente da eventuali disabilità, con ogni tipo di mezzo.

### Requisiti base
Più nello specifico:
- Utilizza un codice o struttura semanticamente corretta, logica e con una grammatica formale validata
- Utilizza testi chiari, fluenti e facilmente comprensibili
- Utilizza testi alternativi per ogni tipo di contenuto multimediale
- Sfrutta titoli e link che siano sensati anche al di fuori del loro contesto (evitando, ad esempio, link su locuzioni come "clicca qui")
- Ha una disposizione coerente e lineare dei contenuti e dell'interfaccia graficaClassico layout di una pagina web anni 90 e 2000 fatto con il tag TABLE di HTML. Oggi è una pratica considerata obsoleta e non accessibile

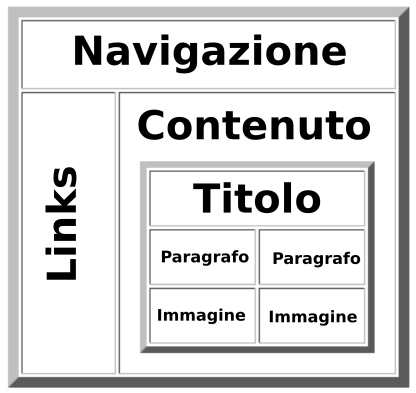
Classico layout di una pagina web anni 90 e 2000 fatto con il tag TABLE di HTML. Oggi è una pratica considerata obsoleta e non accessibile

Inoltre, dovrebbe essere compatibile col maggior numero di configurazioni software e hardware e utilizzare colori standard e ad alto contrasto fra di loro.

### CMS accessibili
I criteri di accessibilità hanno importanza anche nella realizzazione dei Sistemi di Gestione dei Contenuti (Content Management System, abbreviato in CMS), ossia quei sistemi web che permettono la creazione e la pubblicazione di documenti da parte di più autori che, molto spesso, dispongono di una vera e propria struttura editoriale.
In questi casi, è opportuno non solo rendere il sito conforme agli standard, ma anche:
- aiutare gli autori a pubblicare documenti che non compromettano l'accessibilità;
- fornire soluzioni accessibili direttamente agli autori con disabilità.

Esistono CMS sia commerciali sia open source che promettono il rispetto delle linee guida per l'accessibilità.
Il W3C (World Wide Web Consortium) ha emanato nel 2000 delle linee guida, le ATAG (Authoring Tools Accessibility Guidelines). Nella versione 2.0 vi sono una serie di indicazioni specifiche, con criteri di successo (success criteria) ispirati alle WCAG 2.0.
Nel caso di applicazioni web è possibile applicare le raccomandazioni del W3C della specifica WAI-ARIA.

## Standard e leggi
Esistono alcuni standard internazionali e alcune leggi nazionali che definiscono l'accessibilità per i sistemi informatici.
Le linee guida internazionalmente più utilizzate per quanto concerne il web sono le WCAG (Web Content Accessibility Guidelines) redatte dalla WAI (Web Accessibility Initiative, sezione del World Wide Web Consortium).

### In Italia
In Italia, per le nuove realizzazioni e le modifiche apportate dalla Pubblica amministrazione ai propri siti web, si deve tenere conto (pena nullità dei contratti stipulati) della "Legge Stanca" (Legge 4 del 9 gennaio 2004), pubblicata nella Gazzetta Ufficiale il 13 gennaio 2004), resa operativa col decreto attuativo di fine 2005. Il medesimo obbligo è in carico, come specificato nell'art. 2 della legge, a:
- pubbliche amministrazioni
- enti pubblici economici
- aziende private concessionarie di servizi pubblici
- enti di assistenza e di riabilitazione pubblici
- aziende di trasporto e di telecomunicazione a prevalente partecipazione di capitale pubblico
- aziende municipalizzate regionali
- aziende appaltatrici di servizi informatici.

L'obbligo della applicazione della legge sussiste esclusivamente per i siti pubblici (o di interesse pubblico) mentre, sempre nell'ambito pubblico, le disposizioni di legge non si applicano ai sistemi informatici destinati ad essere fruiti da gruppi di utenti dei quali, per disposizione di legge, non possono fare parte persone con disabilità.
La legge contiene altresì alcune definizioni:
- a) «accessibilità»: la capacità dei sistemi informatici, nelle forme e nei limiti consentiti dalle conoscenze tecnologiche, di erogare servizi e fornire informazioni fruibili, senza discriminazioni, anche da parte di coloro che a causa di disabilità necessitano di tecnologie assistive o configurazioni particolari;
- b) «tecnologie assistive»: gli strumenti e le soluzioni tecniche, hardware e software, che permettono alla persona disabile, superando o riducendo le condizioni di svantaggio, di accedere alle informazioni e ai servizi erogati dai sistemi informatici.

La legge italiana - oggetto di accesi dibattiti sul suo reale peso nel favorire l'accessibilità del web - si pone come obiettivo quello di dare attuazione al principio di uguaglianza previsto dall'art. 3 della Costituzione Italiana e quindi garantire il diritto di accesso ai servizi informatici e telematici della pubblica amministrazione e ai servizi di pubblica utilità da parte delle persone con disabilità.
Le disposizioni della legge si applicano oltre che ai siti web, anche, secondo quanto sancito dall'art.5, al materiale formativo e didattico utilizzato nelle scuole di ogni ordine e grado.

Con il D.M. del 20 marzo 2013 pubblicato sulla Gazzetta Ufficiale il 16 settembre 2013 è stato modificato e aggiornato l'allegato A del decreto 8 luglio 2005 in merito ai "Requisiti tecnici e i diversi livelli per l'accessibilità agli strumenti informatici". Si tratta di un aggiornamento dei requisiti di accessibilità informatica dalle WCAG 1.0 alle WCAG 2.0.

### Negli Stati Uniti
Negli Stati Uniti è in vigore la cosiddetta Section 508, seguita come linea guida in tutto il mondo.

### Altre normative
Altre leggi sull'accessibilità sono state varate in varie nazioni, una lista è disponibile sul  sito del W3C..

## Esempi
```
<
h1
 
style
=
"color:blue;"
>
Wikipedia
</
h1
>

h1 {color: blue;}

<!--Il risultato di questi due codici è esteticamente identico per l'utente. 

Ma il primo viene considerato meno accessibile (l'uso di stili HTML inline anziché i CSS).-->

```

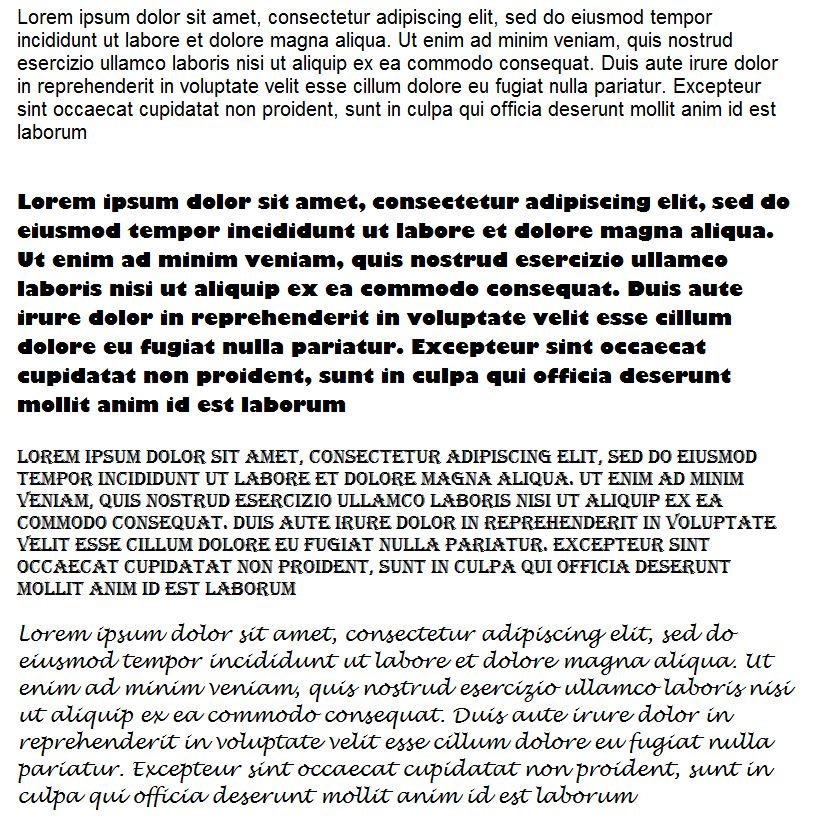
Tra i quattro testi quello più accessibile (più facilmente leggibile) è il primo
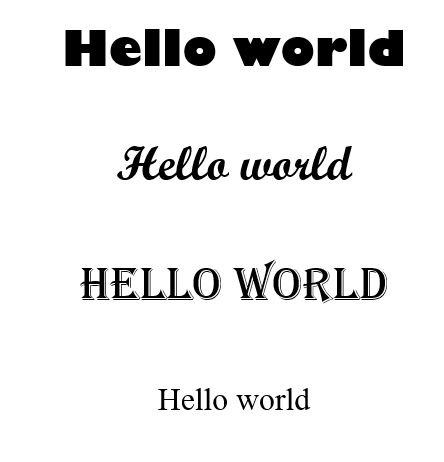
Troppi font diversi nello stesso contesto riducono l'accessibilità
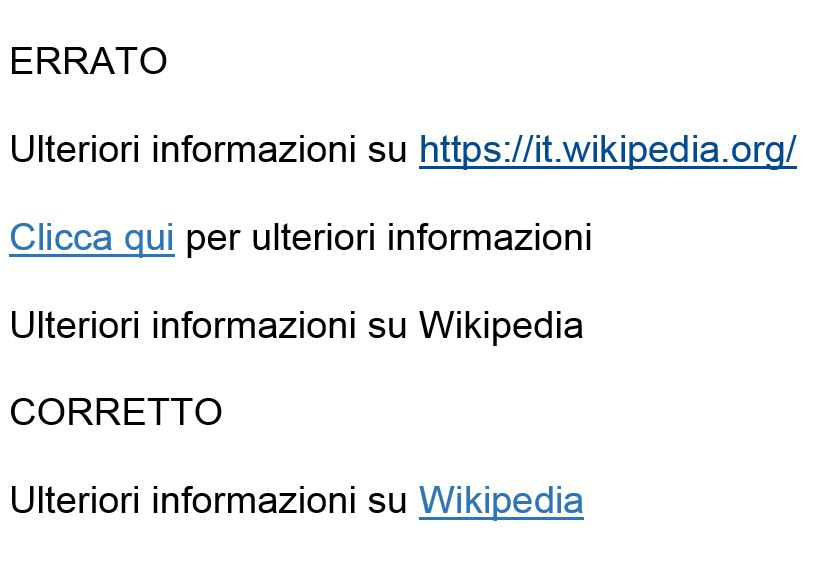
Accessibilità dei link